# Campionati europei di beach volley 1993
I Campionati europei di beach volley 1993 si sono svolti ad agosto 1993 a Almería in Spagna.

## Podi
| Evento                     | Oro                                             | Argento                              | Bronzo                               |
| Torneo maschile (dettagli) | Francia Jean-Philippe Jodard Christian Penigaud | Norvegia Jan Kvalheim Bjørn Maaseide | Italia Andrea Ghiurghi Dio Lequaglie |

## Medagliere
| Posizione | Nazione  | Oro | Argento | Bronzo | Totale |
| --------- | -------- | --- | ------- | ------ | ------ |
| 1         | Francia  | 1   | 0       | 0      | 1      |
| 2         | Norvegia | 0   | 1       | 0      | 1      |
| 3         | Italia   | 0   | 0       | 1      | 1      |
| Totale    | Totale   | 1   | 1       | 1      | 3      |